# Alticola
Campagnols des montagnes
Pour les articles homonymes, voir Alticola (homonymie), Campagnol et Campagnol de montagne.
Genre
Le genre Alticola regroupe des campagnols, petits rongeurs de la famille des cricétidés. Ces Campagnols des montagnes ne doivent pas être confondus avec le Campagnol de Martino (Dinaromys bogdanovi) appelé aussi « Campagnol de montagne ».

## Liste des espèces
- Alticola albicauda (True, 1894)
- Alticola argentatus (Severtzov, 1879)
- Alticola barakshin Bannikov, 1947
- Alticola lemminus (Miller, 1898)
- Alticola macrotis (Radde, 1862)
- Alticola montosa (True, 1894)
- Alticola roylei (Gray, 1842)
- Alticola semicanus (Allen, 1924)
- Alticola stoliczkanus (Blanford, 1875)
- Alticola stracheyi (Thomas, 1880)
- Alticola strelzowi (Kastschenko, 1899)
- Alticola tuvinicus Ognev, 1950